# ورزشگاه آلفردو دی استفانو
ورزشگاه آلفردو دی استفانو ورزشگاه ۶۰۰۰ هزار نفری که در می ۲۰۰۶ افتتاح شد که محل بازیهای تیم دوم رئال مادرید، رئال مادرید کاستیا می‌باشد. این ورزشگاه در نزدیکی محل تمرین تیم اصلی رئال مادرید قرار دارد. اولین بازی انجام شده در آن نیز بین رئال مادرید و Stade de Reims برگزار شد که یادآور فینال جام اروپایی در سال ۱۹۵۶ بود. رئالی‌ها آن بازی را با ۶ گل سرخیو راموس، آنتونیو کاسانو (۲ گل)، روبرتو سولدادو (۲ گل) و خواردو با برد پشت سر گذاشتند و همچنین به علت بازسازی ورزشگاه سانتیاگو برنابئو رئال مادرید موقتاً بازی‌هایش را در این ورزشگاه برگزار می‌کرد
.